# Campeonato Mundial de Ciclismo BMX de 2028
El XXXIII Campeonato Mundial de Ciclismo BMX se celebrará en Houston (Estados Unidos) en el año 2028 bajo la organización de la Unión Ciclista Internacional (UCI) y la Federación Estadounidense de Ciclismo.